# Руука, Джон
Джон Руука (англ. John Ruuka, род. 13 августа 1995) — кирибатийский легкоатлет, выступающий в беге на короткие дистанции. Участник летних Олимпийских игр 2016 года.

## Биография
Джон Руука родился 13 августа 1995 года.
В 2015 году участвовал в Тихоокеанских играх в Порт-Морсби, но остался без наград.
В 2016 году вошёл в состав сборной Кирибати на летних Олимпийских играх в Рио-де-Жанейро. В беге на 100 метров занял предпоследнее, 7-е место в полуфинале, показав результат 11,65 секунды и уступив 0,89 секунды попавшему в четвертьфинал со 2-го места Сиуэни Филимоне из Тонга.
В 2019 году выступал на чемпионате Океании по лёгкой атлетике в Таунсвилле. В предварительном забеге на 100 метров показал 28-е время среди 32 участников (12,02) и выбыл из борьбы.

## Личный рекорд
- Бег на 100 метров — 11,65 (13 августа 2016, Рио-де-Жанейро)[4]